# 北羅納德賽綿羊
北罗纳德赛綿羊是来自苏格兰北部海岸北罗纳德赛的绵羊品种，属于北欧短尾羊品种群。體型通常比大多数品種的羊小，其中公羊大多有角，母羊則大多没有角。另外，北羅納德賽綿羊以前主要用于羊毛。而现在最大的两个野生綿羊群，一个在北罗纳德赛，另一个在奧克尼群島中的奧斯凱里島。
相關動保機構珍稀品種保護信託（RBST）將北罗纳德赛綿羊列為機構2021-2022年觀察名單上的優先事項，因其有滅絕的風險。而目前在英國，經申報後統計出的可繁殖雌性北罗纳德赛綿羊已不到600隻。

## 历史

### 起源
北羅納德賽綿羊是北欧短尾羊的后代。但它们到达北罗纳德赛的确切时间尚不清楚，不過可能早於铁器时代，同時为最早到达英国的绵羊。由于与世隔绝的位置，北羅納德賽綿羊在沒有太多来自於罗马或欧洲綿羊品种的杂交情况下演化而来，但牠們之間仍具有一些共同的特征，如颜色所在范围和短尾巴。
进一步的DNA研究則将北罗纳德赛綿羊的骨头与在公元前3000年左右斯卡拉布雷遗址发现的北欧短尾羊遗骸进行了比较，结果显示出非常接近的匹配，这表明了北罗纳德赛綿羊很可能没有与其他品种在基因上混合。

### 羊场
1839年，北罗纳德赛島上成立了北罗纳德赛羊场。由11位指定岛民组成的小组负责维护城墙、羊群的健康以及记录羊的所有权。而到了今天，羊場原設有的绵羊法庭仍然是负责组织绵羊所有权的监管机构。

### 現今的物種保护
相關組織珍稀品種保護信託（RBST）将北罗纳德赛綿羊列为“易危”。
另外，北罗纳德赛信托基金和奥克尼绵羊基金会，每年會举办一次绵羊节（SheepFest），邀请志愿者到岛上进行为期两周的羊堤重建。

## 特征

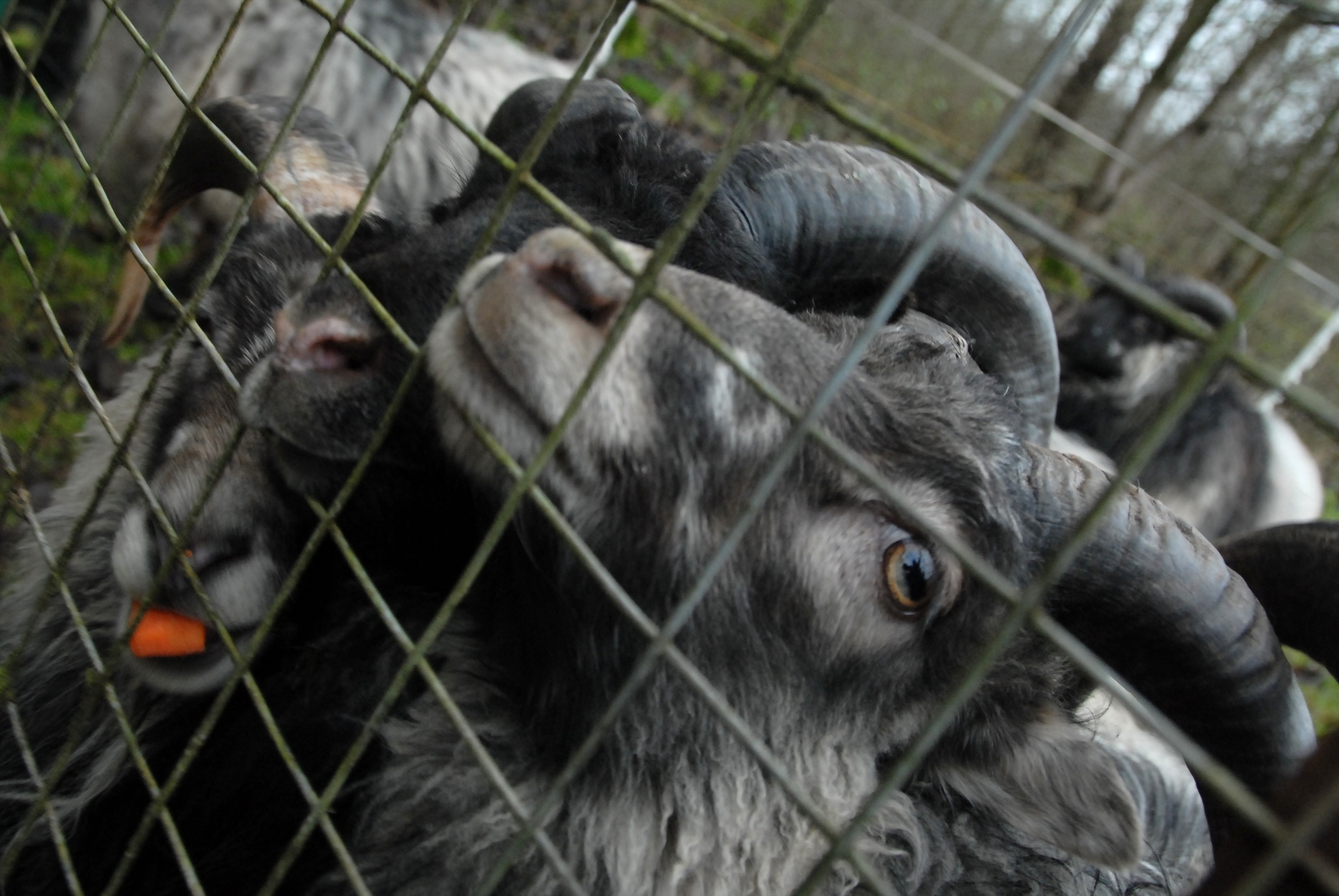
北罗纳德赛綿羊的脸

### 身体
北罗纳德賽綿羊生长缓慢，體型較一般綿羊小，能够适应严酷、寒冷的环境。公羊通常重约30（66磅），母羊很則少超过25（55磅），正常個体經屠宰去除不能食用的部分後，約只剩13.6（30英磅）。
北罗纳德赛羊是原始欧洲短尾羊品种的后代。正如欧洲短尾羊的名字所暗示那样，北罗纳德赛羊天生就有短尾巴。而它们的骨头比其他品种细，且头是圆的（向内倾斜）。通常公的北罗纳德赛綿羊都具有角，呈脊状或螺旋状，而母羊則只有20%的有角。

### 饮食

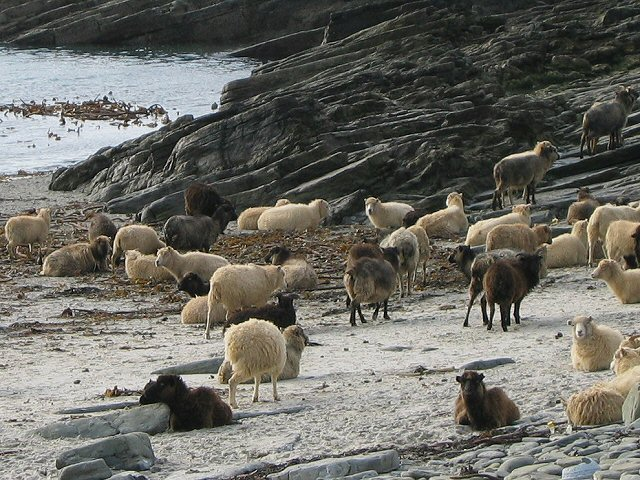
一群北罗纳德赛绵羊在海邊

北罗纳德賽绵羊的饮食與一般綿羊有很大的差異，通常以海藻為主食，除了原产于科隆群岛的海鬣蜥外，北罗纳德賽绵羊是唯一已知有这种饮食习惯的陆生动物，科學家推測可能是因為其被1.8米（5.9英尺）高且完全環繞島嶼的乾砌石牆限制活動範圍在了海灘，迫使其進化出以巨藻為食的不尋常特徵。（蓋石牆的目的是將羊群限制在岸邊以保護裡面的田地和小農場)。而这一现象也导致了人们认为海带可能可用作其他牲畜的替代食物来源。
由于北罗纳德賽绵羊不同於其他綿羊的饮食，科學家們推測出其的生理机能与其他绵羊有所不同：北罗纳德賽绵羊的消化系统已经适应更有效地提取海藻中的糖分。
這種飲食習慣使得北羅納德賽綿羊必須比其他品種的綿羊更有效地提取微量元素銅，因為它們飲食中銅的供應有限。 但如果直接餵草給北羅納德賽綿羊食用，其很容易受到銅毒性的影響，因大量的銅對綿羊有毒。放牧習慣也發生了變化，以適應綿羊的環境。另外，為了減少被來潮擱淺的機會，北羅納德賽綿羊會在退潮時吃草，然後在漲潮時反芻。

## 利用

### 肉
北羅納德賽綿羊的肉具有独特而浓郁的味道，被描述为“强烈且几乎是野味”，并且比大多数的羊肉颜色更深，原因可能是因為北羅納德賽綿羊富含了碘。

### 羊毛
北罗纳德赛綿羊的羊毛顏色，包括了灰色、棕色和紅色。其底毛柔軟可做為适合与皮肤接触的服装，长毛則因可以保护绵羊免受自然环境寒冷潮湿的天气影响，纤维十分耐用，往往可用于製做大衣。